# Gürdal
Gürdal ist ein türkischer männlicher Vorname, der seltener auch als Familienname vorkommt. Er hat seinen Ursprung im Türkischen und setzt sich aus den alttürkischen Worten gür (türk.: stark, dicht) und dal (türk.: Ast) zusammen. Der Name hat auch die Bedeutung „der mit dem breiten Familienstamm“.